# Bartomeu Jaume Bauzà
Bartomeu Jaume Bauzà, nascut el 1957 a Llucmajor, Mallorca, és un músic mallorquí.
Bartomeu Jaume aconseguí el títol de professor superior de piano i música de cambra el 1979 al Conservatori Superior de Música Joaquín Rodrigo de València. El 1980 s'integrà en aquest conservatori com a professor.
Ha actuat als principals centres musicals d'Espanya; ha estrenat obres de Lluis Blanes Arqués, Armand Blanquer Ponsada, César Cano Forrat, Josep Maria Evangelista Cabrera, Rafel Mira, José Antonio Orts, Ramon Ramos Villanueva, etc. Ha estrenat obres de Theodor W. Adorno, Rodolfo Halffter Escriche i Frank Martin i ha enregistrat diversos discs.

## Guardons
- Premi Unión Musical Española, el 1977.
- Premi López-Chávarri, el 1980.
- Premi Yamaha en España, el 1982.[2]